# خوزه گالوان
خوزه گالوان (انگلیسی: José Galván؛ زادهٔ ۲۶ مارس ۱۹۸۱) بازیکن فوتبال اهل آرژانتین است.
از باشگاه‌هایی که در آن بازی کرده‌است می‌توان به باشگاه فوتبال نیویورک رد بولز، باشگاه فوتبال ام‌تی‌کی بوداپست، و باشگاه فوتبال بوکا جونیورز اشاره کرد.